# Grup de Consulta en la Recerca Mundial en Agricultura
El CGIAR (Consultative Group on International Agricultural Research, Grup de Consulta en la Recerca Mundial en Agricultura, en anglès) va ser creat el 19 de maig del 1971 pel Banc Mundial amb la FAO, l'IFAD i l'UNDP com a coespònsors.
Per llavors hi havia un ample consens de què els països en desenvolupament sucumbirien a la fam. CGIAR es va formar per a la coordinació de la recerca internacional en el camp de l'agricultura amb les fites de la reducció de la pobresa, la seguretat dels aliments en els països en vies de desenvolupament.
CGIAR té 58 membres entre governamentals i no governamentals i 15 centres anomenats Future Harvest Centres.
| Future Harvest Centres actius                                                            | Localització dels centres   |
| ---------------------------------------------------------------------------------------- | --------------------------- |
| International Center for Tropical Agriculture (CIAT)                                     | Cali, Colòmbia              |
| Center for International Forestry Research (CIFOR)                                       | Bogor, Indonèsia            |
| International Maize and Wheat Improvement Center (CIMMYT)                                | Ciutat de Mèxic, Mèxic      |
| International Potato Center (CIP)                                                        | Lima, Perú                  |
| International Center for Agricultural Research in the Dry Areas (ICARDA)                 | Aleppo, Síria               |
| International Center for Living aquàtic Resources Management / WorldFish Center (ICLARM) | Penang, Malàisia            |
| International Centre for Research in Agroforestry (ICRAF)                                | Nairobi, Kenya              |
| International Crops Research Institute for the Semi-Arid Tropics (ICRISAT)               | Hyderabad, Índia            |
| International Food Policy Research Institute (IFPRI)                                     | Washington DC, Estats Units |
| International Water Management Institute (IWMI)                                          | Battaramulla, Sri Lanka     |
| International Institute of Tropical Agriculture (IITA)                                   | Ibadan, Nigèria             |
| International Livestock Research Institute (ILRI)                                        | Nairobi, Kenya              |
| International Plant Genetic Resources Institute (IPGRI)                                  | Roma, Itàlia                |
| International Rice Research Institute (IRRI)                                             | Los Baños, Filipines        |
| West Africa Rice Development Association (WARDA)                                         | Bouake, Costa d'Ivori       |

| Future Harvest Centres inactius                                           | Direcció               | Canvi                                                     |
| ------------------------------------------------------------------------- | ---------------------- | --------------------------------------------------------- |
| International Livestock Centre for Africa (ILCA)                          | Addis Abeba, Etiòpia   | 1994: es va unir amb l'ILRAD per esdevenir l'ILRI         |
| International Laboratory for Research on Animal Diseases (ILRAD)          | Nairobi, Kenya         | 1994: es va unir amb l'ILCA per esdevenir l'ILRI          |
| International Network for the Improvement of Banana and Plantain (INIBAP) | Montpeller, França     | 1994: va esdevenir un programa de l'IPGRI                 |
| International Service for National Agricultural Research (ISNAR)          | La Haia, Països Baixos | 2004: dissolt, principals programes traslladats a l'IFPRI |